# Hôtel de ville de Neuwiller-lès-Saverne
L'hôtel de ville de Neuwiller-lès-Saverne est un monument historique situé à Neuwiller-lès-Saverne, dans le département français du Bas-Rhin.

## Localisation
Ce bâtiment est situé au 7, rue du Général-Koenig à Neuwiller-lès-Saverne.

## Historique
L'édifice fait l'objet d'une inscription au titre des monuments historiques depuis 1938.